# Kalaripayattu
Kalaripayattu (ook wel kalarippayattu, kalaripayat, kalarippayat, of kalaripayit) is een oude vechtsport waarvan de tijd, dat het ontstaan is, niet duidelijk is. Het werd (en wordt) in het zuiden van India beoefend en is gebaseerd op bewegingen die gevonden worden in de dierenwereld. Het gebouw waar deze sport wordt beoefend, wordt kalari genoemd.
De Indiase leermeester Bodhidharma wordt door sommige bronnen verondersteld deze vechtkunst naar China te hebben gebracht, waar het onderdeel is geworden van het Chinese wushu. Echter anderen melden dat Bodhidharma slechts meditatieoefeningen naar China heeft gebracht, en dat de Chinese vechtsport ouder is.

## Boeken over Kalarippayattu
- Luijendijk, D.H. (2005) Kalarippayat: India's Ancient Martial Art, Paladin Press, ISBN 1-58160-480-7
- Luijendijk, D.H. (2008) Kalarippayat: The Essence and Structure of an Indian Martial Art, Oprat, ISBN 978-1409-2262-60